# Associação Brasileira de Engenharia de Produção
A Associação Brasileira de Engenharia de Produção (ABEPRO) é a instituição  representativa no Brasil de docentes, discentes e profissionais de Engenharia de Produção. A associação atua há mais de 20 anos assumindo as funções de:
- esclarecer o papel do Engenheiro de Produção na sociedade e em seu mercado de  atuação;
- ser interlocutor junto às instituições governamentais relacionadas à organização e avaliação de cursos (MEC e INEP) e de fomento (CAPES, CNPQ, FINEP e órgãos de apoio à pesquisa estaduais), assim como em organizações privadas, junto aos CREA, CONFEA, SBPC e outras  organizações não governamentais que tratam a pesquisa, o ensino e a extensão da engenharia.

A ABEPRO Jovem é um grupo de trabalho discente da Associação Brasileira de Engenharia de Produção (ABEPRO) responsável por aproximar e representar os graduandos de Engenharia de Produção do país. Composta por Presidente, 5 Diretores Regionais, Representantes Estaduais, Núcleos Estaduais de Engenharia de Produção.
A ABEPRO realiza, anualmente, três eventos científicos: o Encontro Nacional de Engenharia de Produção (ENEGEP), International Conference of Industrial Engineering and Operations Management (ICIEOM) e o Encontro Nacional de Coordenadores de Cursos de Engenharia de Produção (ENCEP). A associação também chancela três periódicos: o Brazilian Journal of Operations & Production Management, a Production (Revista Produção) e a Produção Online.